# Sông Diêm Hộ
Sông Diêm Hộ, một con sông nhỏ thuộc hệ thống sông Hồng chảy trong tỉnh Thái Bình .
Sông được tách ra từ sông Luộc tại địa phận xã Quỳnh Thọ (Quỳnh Phụ) chảy ngoằn ngoèo theo hướng Đông Nam qua huyện Quỳnh Phụ, xã Đông Kinh huyện Đông Hưng đến địa phận xã Thái Giang (Thái Thụy) sông đổi hướng chảy theo hướng Tây Đông và đổ ra Biển Đông tại cửa Diêm Hộ (phía nam thị trấn Diêm Điền - Thái Thụy).
Sông có tổng chiều dài khoảng hơn 40 km, đi qua và làm một phần ranh giới tự nhiên giữa các huyện Quỳnh Phụ và Đông Hưng, Đông Hưng và Thái Thụy, sông có bề ngang rộng ở đoạn chảy qua huyện Thái Thụy và chia đôi huyện Thái Thụy thành hai địa phận có diện tích tương đương nhau.
Hiện nay, hai bên bờ sông đã được nối với nhau bằng cầu vượt sông Diên Hộ trên đường ven biển.Cây được thiết kế bê tông cốt thép dự ứng lực theo công nghệ dầm đúc hẫng, chịu động đất cấp VII, tải trọng và tàu 2.000 DWT. Vị trí xây cầu vượt sông Diêm Hộ cách cầu Diêm Điền hiện hữu trên QL37B khoảng 1,5 km.